# کازو، سایتاما
کازو در استان سایتاما در کشور ژاپن واقع شده‌است  که دارای جمعیت ۶۷٬۸۶۲ نفر و مساحت ۵۹٫۴۰ کیلومتر مربع با تراکم جمعیت ۱٬۱۴۲  نفر در کیلومترمربع است و در تاریخ ۳ مه ۱۹۵۴ به عنوان شهر شناخته شد.